# Que levante la mano
"Que levante la mano" es una canción del grupo de cumbia mexicano Los Ángeles de Charly, grabada a fines de 2001, siendo el segundo sencillo de su álbum "Te Voy a Enamorar". La misma fue escrita y producida por el productor Argentino Alejandro Bezzani , quien escribió y produjo todas las canciones del álbum .Obtuvo una alta popularidad con alta rotación en radio y televisión en México y Estados Unidos.

## Información de la canción
La canción fue escrita y producida por el compositor argentino Alejandro Vezzani; se hizo primero popular con el grupo mexicano Los Ángeles de Charly (2001). Obteniendo durante el año 2002 alta rotación en radio y televisión, en México y Estados Unidos. Siendo el segundo sencillo del álbum Te Voy a Enamorar. A su vez en la Argentina, Uruguay y Paraguay obtuvo una popularidad media gracias a la discográfica Argentina DBN, quien se encargó de distribuir el álbum en dichos países.

## Covers
En Perú la orquesta Hermanos Yaipén reversiona a finales del año 2006, con unas añadiduras que la versión original no lleva. Dicha, versión creó un fenómeno social en la población peruana, porque fue aceptada en todas las clases sociales.
En el 2009, el cantante chileno Américo, que nació y creció en Arica (cerca de Perú), graba un cover, basado en la versión de los Hermanos Yaipen.
El tema es incluido en el álbum multiplatino A morir y lanzado masivamente en las radios chilenas el 21 de julio de 2009.
La versión de Americo tras su impacto popular fue reversionada para la musicalización de un spot publicitario del BancoEstado, comercial lanzado en la televisión chilena durante la transmisión de la edición número LI del Festival Internacional de la Canción de Viña del Mar, causando un revuelo social, así como también en las redes sociales en línea como Twitter y Facebook, llevando a la canción a su máximo punto de popularidad.
También fue reversionada en el año 2012 por la cantante de cumbia Argentina Ángela Leiva, pero esta vez siendo basada en la versión Original de Los ángeles de Charly.

## Promoción
El sencillo se ha transformado en un clásico de la música tropical chilena contemporánea, siendo usada en diferentes programas de televisión en Chile. Américo ha presentado la canción en vivo en un sinnúmero de programas de televisión franjeados en el marco de la promoción de A morir, entre los cuales están Buenos días a todos, Mira quién habla, Viva la mañana, Intrusos, S.Q.P., Alfombra roja, Calle 7, Yingo, Mucho gusto, Pollo en Conserva y La muralla infernal. Además de cantarla en reality shows como Pelotón y 1810.
La cantó en estelares como Animal nocturno y Chile, país de talentos, en esta última fue la primera vez que una presentación de Américo es transmitida por televisión en formato HDTV. Con esto la convierte en una de las canciones presentadas en vivo en la televisión chilena más veces en la historia por un artista musical. Además la canción es incluida en su repertorio musical de su gira de conciertos por todo Chile.

## Rendimiento en las listas musicales de canciones
El sencillo se mantuvo en rotación en ciertas radios tropicales desde marzo de 2009, acumulando solo una audiencia menor, no fue hasta el 21 de julio de 2009, con el lanzamiento masivo en donde la canción comenzó a tener un claro aumento en las radios desde esa fecha, su primer impacto se vio reflejado en la semana del 26 de septiembre de 2009, que gracias a la semana de Fiestas Patrias en Chile, que todos sus sencillos, impactan con un incremento en airplay y ventas. A día de hoy, la versión de "Que levante la mano" del cantante Américo, ha pasado a convertirse en un fenómeno social y una canción de culto dentro de la música popular chilena.